# 荒木茂久二
荒木 茂久二（あらき もくじ、1907年7月25日 - 1991年6月25日）は、日本の官僚、経営者。広島県福山市引野町出身。

## 経歴・人物
農家の次男として生まれる。父の茂市は引野町長、広島県会議員を務めた。
誠之館中学（現広島県立福山誠之館高等学校）、第六高等学校を経て、1932年に東京帝国大学法学部を卒業し、同年に鉄道省に入省した。仙台鉄道局書記。
鉄道省大臣官房文書課、広島鉄道局総務部長、東京鉄道局総務部長、運輸省大臣官房文書課長（途中まで大臣秘書官兼務）などを務める。
1949年6月に運輸省官房長に就任。在任中に下山事件、三鷹事件、松川事件の三大公安事件が続発した。1952年1月に鉄道監督局長に就任。1952年8月には初代航空局長に就任し、1956年2月14日から1958年12月5日まで運輸事務次官を務めた。1961年に日本油槽船社長に就任し、1963年に昭和海運社長に就任した。1970年から1978年までに帝都高速度交通営団総裁を務めた。
1977年に勲一等瑞宝章を受章した。
1991年6月25日心不全のために死去。83歳没。従三位。